# Pterodromoides minoricensis
Pterodromoides minoricensis — викопний вид буревісникоподібних птахів родини буревісникових (Procellariidae), що існував на межі міоцену та пліоцену в Європі та Північній Америці. Голотип птаха, що складається з фрагментів черепа, знайдені на іспанському острові Менорка на заході Середземного моря. Рештки птаха також виявлені у відкладеннях формації Йорктаун в американському штаті Північна Кароліна